# دونا سلطان
دونا سلطان هي المدير التنفيذي لشركة كيو الدولية للاستشارات ، وهي شركة استشارية تقدم التصميم المعماري والهندسة المدنية وإدارة المشاريع وخدمات البناء.